# Горбачук, Георгий Николаевич
Гео́ргий Никола́евич Горбачу́к (род. 11 ноября 1945, Кривляны, Брестская область) — священнослужитель Владимирской и Суздальской епархии Русской православной церкви, митрофорный протоиерей, ректор Владимирской духовной семинарии (1997—2017), кандидат философских наук (2011), общественный деятель, профессор Славяно-Греко-Латинской Академии.

## Биография
Родился 11 ноября 1945 года в деревне Кривляны Каменец-Литовского района Брестской области, в Белорусской ССР, в семье диакона (дед — священник).
В 10 классе средней школы, не смотря на отличную успеваемость был изгнан из средней школы села Дмитровичи Каменец-Литовского района за религиозные убеждения и вынужден был перейти в школу рабочей молодёжи № 4 города Бреста, которую окончил в 1962 году.
С 1962 по 1966 год учился в Брестском музыкальном училище на отделении народных инструментов. С 1965 по 1966 год преподавал в Лунинецкой музыкальной школе Брестской области.
В 1966 году поступил на заочное отделение филологического факультета Брестского педагогического института имени А. С. Пушкина, которое окончил в 1971 году по специальности «Русский язык и литература». Во время обучения дважды получал предложение от учёного совета института продолжить обучение в аспирантуре философского отделения АН БССР, однако религиозные убеждения не позволили ему согласиться. Параллельно с учёбой работал преподавателем музыки и пения, русского и белорусского языков и литературы в различных общеобразовательных школах Каменецкого района.
С 1971 по 1972 год служил в рядах Советской армии. В 1973 году поступил в Московскую духовную академию, где 12 мая 1974 года ректором архиепископом Дмитровским Владимиром (Сабоданом) был рукоположен в сан диакона, а 15 сентября того же года тем же преосвященным — в сан священника.
25 ноября 1974 года был назначен настоятелем Богоявленского храма села Крутец-Леоново Петушинского района Владимирской области, а обучение в академии продолжил на заочном отделении, завершив его в 1980 году.
23 июля 1988 года епископом Владимирским и Суздальским Валентином (Мищуком) был назначен на должность секретаря Владимирского епархиального управления.
В начале 1991 года были образованы Катехизические курсы при Владимирском епархиальном управлении. 17 сентября 1992 года руководитель курсов протоиерей Евангел Бойчук скончался, и курсы возглавил протоиерей Георгий Горбачук. Архиерейским Указом от 9 сентября 1993 года на основе курсов было организовано очное духовное училище для лиц обоего пола. 11 июня 1997 года указом архиерея за № 278 духовное училище было преобразовано во Владимирскую Свято-Феофановскую духовную семинарию. Данное решение было подтверждено 9 апреля 1998 года Священным Синодом Русской православной церкви.
1 марта 1993 года назначен восстанавливать Спасо-Преображенский приход во Владимире.
Ведёт активную преподавательскую деятельность: читает в семинарии курс Священное Писание Ветхого Завета и Сравнительное богословие, ведёт ряд лекционных курсов в государственных университетах города. Автор ряда богословских и философских публикаций, в их числе «Образ Христа в Евангелии и Коране», «Православно-христианский гнозис и религиозный экстаз», «Антропологический этюд», «Ритмическая память человечества», «Церковь Невидимого Града (экклезиологические воззрения С. И. Фуделя)».
В 2011 году в Поморском государственном университете в Архангельске защитил работу «Социально-философские аспекты формирования личной религиозной идентичности : на материалах творчества С. И. Фуделя» на соискание учёной степени кандидата философских наук.
Включён в Совет по образованию Администрации Владимирской области, является членом Комиссии по правам человека при губернаторе области. С 2013 года член Общественной Палаты (2, 3 и 4 созывов) Владимирской области.
В 2016 году закончил Славяно-Греко-Латинскую Академию со степенью магистра теологии.
29 июля 2017 года решением Священного Синода РПЦ освобождён от должности ректора Владимирской духовной семинарии.
Член Владимирского регионального отделения Общероссийской общественной организации «Союз Российских писателей».

## Награды
Медаль Владимирского государственного университета «За заслуги»;
Почетные грамоты и благодарственные письма Законодательного Собрания и администрации Владимирской областной, а также администрации города Владимира;
Патриаршая грамота;
Орден святого равноапостольного великого Князя Владимира;
Орден святого благоверного князя Даниила Московского;
Орден святителя Иннокентия, митрополита Московского и Коломенского;
Медаль святого благоверного Князя Даниила Московского;
Орден преподобного Сергия Радонежского;
Медаль «Святого благоверного Князя Владимира»;
Медаль «Не нам, не нам, а имени Твоему»;
Медаль «За возрождение Руси»;
Епархиальная медаль святого благоверного великого князя Андрея Боголюбского – I, II, III степени.

## Публикации
книги
- Устремленный в вечность : патерик Свято-Успенского кафедрального собора града Владимира / [сост. протоиерей Георгий Горбачук и др. ; ред. иподиакон А. Сидоров; фот. архимандрит Иннокентий (Яковлев)]. — Владимир : Транзит-Икс, 2008. — 105 с.
  - Устремленный в вечность : патерик Свято-Успенского кафедрального собора града Владимира / [сост.: протоиерей Георгий Горбачук, С. А. Мартьянова, О. Г. Ручко; фот. архимандрит Иннокентий (Яковлев)]. — Владимир : Транзит-Икс, 2014. — 204 с.
- Личная религиозная идентичность: формирование, социокультурная реализация (на материалах творчества С. И. Фуделя) : монография. — Владимир : ВлГУ, 2011. — 267 с.
- Очерк истории Владимирской духовной семинарии : 1750—2010 / [авт. текста протоиерей Георгий Горбачук]. — Владимир : Транзит-Икс, [2012]. — 20 с.
- Христианская теология. Православное богословие и русская религиозная философия в творчестве С. И. Фуделя. Учебное пособие. — Владимир: Владимир. гос. ун-т им. А.Г. и Н. Г. Столетовых, 2013. — 206 с. — ISBN 978-5-9984-0393-4. (в соавторстве с Е. И. Арининым)

статьи
- Московская интеллигенция начала XX века в «Воспоминаниях» С. И. Фуделя // Интеллигенция и мир: российский международный журнал социально-гуманитарных наук. — 2006. — № 2. — С. 122—132.
- Портреты ушедшей эпохи: В. В. Розанов в воспоминаниях С. И. Фуделя // Вестник Костромского государственного университета имени Н. А. Некрасова. Серия Гуманитарные науки. Энтелехия. — 2007. — Т. 13, № 15. — С. — 157—161.
- Г. Н. Церковь Невидимого Града. Экклезиологические воззрения С. И. Фуделя // Новая Европа: международное обозрение культуры и религии. 2007. — № 19 — С. 127—136.
- La Chiesa della Citta invisible. L ecclesiologia di Sergey Fudel // La Nuova Europa. — 2007. — № 3 (Maggio-Giungo). — P. 22-32.
- Письма С. И. Фуделя о литературе и искусстве // Реальность — литература — текст: материалы Всероссийской научнопрактической конференции «Калуга на литературной карте России». Калуга: КГПУ им. К. Э. Циолковского, 2007. — С. 92-98.
- Бывает ли ложь во спасение? // Фома. 2008. — № 2 (58). — С. 5-8.
- Последний славянофил // Чтения памяти С. И. Фуделя: к 30-летию со дня кончины. — Владимир: Издательский отдел Владимирской епархии, 2008. — С. 17-29.
- С. И. Фудель: 50 писем из Покрова // Материалы научнопрактических конференций. — Владимир: «Транзит-икс», 2008. — С. 46-53.
- "Оправдание «Столпа…»: С. И. Фудель о религиозно-философских взглядах отца Павла Флоренского // Материалы международной научной конференции «Художественный текст и культура VII». 4-6 октября 2007 г. — Владимир: Владимирский государственный гуманитарный университет, 2008. — С. 120—128.
- Вышний Покров над миром. Мариологический аспект в святоотеческой экклезиологии (по сочинениям С. И. Фуделя) // Свидетельство мучеников и исповедников XX века: материалы Первой международной церковно-общественной конференции «Покровские чтения». — Владимир: Издательский отдел Владимирской епархии, 2008. — С. 13-18.
- Социально-философские и религиозные аспекты творчества К. Н. Леонтьева в оценке С. И. Фуделя // Вестник Поморского Университета. Сер. Гуманитарные и социальные науки. — 2010. — № 7. — С. 119—123.
- Время восстанавливать справедливость : [о великом князе Андрее Боголюбском; автор предлагает установить ему памятник во Владимире] // Молва. 2010. — 6 апреля (№ 39). — С. 3.
- Великий князь Андрей Боголюбский: лик и личность // Ученые записки Орловского государственного университета. Серия: Гуманитарные и социальные науки. 2012. — № 1 (45). — С. 447—451.
- Л. Н. Толстой: в поисках личной религиозной идентичности // Вестник Орловского государственного университета. Серия: Новые гуманитарные исследования. 2012. — № 2 (22). — С. 209—211.
- Religious-philosophical ideas of Russian renaissance in S. I. Fudel’s works // European Journal of Science and Theology. 2013. — Т. 9. — № 5. — С. 179—186.
- Проблема подлинности личности в русской религиозной философии // Ученые записки Орловского государственного университета. 2013. — № 4 (54). — С. 167—171.
- Религиозные объединения Владимирской области: Православная религиозная организация Владимирская епархия Русской Православной Церкви // Религия и религиозность во Владимирском регионе. Коллективная монография. Т. 1. Владимир, 2013. — С. 225—311. (в соавторстве с С. Н. Мининым)
- Страсти Христовы в православном богословском осмыслении и Туринская плащаница // Религия и религиозность в локальном и глобальном измерении : материалы междунар. науч.-практ. конф., 30 сент. 2014 г., г. Владимир. Т. 27. Религия, religio и религиозность в региональном и глобальном измерении / Владимир. гос. ун-т им. А.Г. и Н. Г. Столетовых. — Владимир: Изд-во ВлгУ, 2014. — C. 287—291.
- Социально-философские аспекты предыстории брестской церковной унии 1596 года // Современные проблемы науки и образования. — 2015. — № 1.
- Законодательство Польско-литовского государства (Речи Посполитой) в области регулирования межконфессиональных отношений // Вестник Владимирского юридического института. — 2015. — № 2 (35). — С. 123—127
- Социально-философский анализ религиозной обстановки в православных приходах Западной Белоруссии в период буржуазной Польши // Теория и практика общественного развития. — № 17. — (2015).
- Церковный приход как микросоциальная группа: организационные основы и тенденции функционирования // Современные проблемы науки и образования. — 2015. — № 2.
- Некоторые аспекты формирования российского законодательства о религии в условиях демократических свобод // вестник владимирского юридического института. — 2015. — № 3 (36). — С. 152—155
- Современный приход Русской православной церкви и тенденции его функционирования // Теория и практика общественного развития. — 2015. — № 19. — С. 152—156
- Сельский приход в контексте социально-исторических процессов: на примере Западнобелорусского православного прихода // Теории и проблемы политических исследований. 2016. — № 4. — С. 211—223.
- Сельский приход в контексте социально-исторических процессов: на примере Западнобелорусского православного прихода : [анализируется история Омеленецкого прихода Каменецкого района] // Теории и проблемы политических исследований. 2016. — № 4. — С. 211—223.
- Особенности понимания социальности в контексте философского и богословского дискурса // Академическое исследование и концептуализация религии в XXI веке: традиции и новые вызовы. — Владимир, 2016. — Т. 7 (доп.). — С. 84-90.
  - Особенности понимания социальности в контексте философского и богословского дискурса // Труды Владимирской Свято-Феофановской Духовной семинарии. — Владимир : Транзит-Икс, 2017. — С. 24-29.
- К вопросу о библейских мотивах в конфуцианстве // Труды Владимирской Свято-Феофановской духовной семинарии. — 2018. — № 2. — С. 40-42.
- Древние алано-скифские святые // Труды Владимирской Свято-Феофановской духовной семинарии. — 2018. — № 2. — С. 84-90.
- «Псалмы Соломона» как образец религиозной гимнографии конца межзаветного периода // Труды Владимирской Свято-Феофановской духовной семинарии. — 2019. — № 3. — С. 8-17
- Проблема этнического происхождения Владимирской великой княгини Марии Шварновны // Церковь, государство и общество в истории России и православных стран: религия, наука и образование. Материалы X Международной научной конференции, посвященной памяти православных просветителей святых равноапостольных Кирилла и Мефодия. 2019. — С. 42-46.
- Идеал святости в сочинении С. И. Фуделя «Путь Отцов» // Феномен святости в истории русской цивилизации. сборник статей по материалам всероссийской научной конференции. 2019. — С. 19-26.
- Либерализм и традиционализм. церковь в условиях глобализации (Вторая половина XIX века и современность) // Религии в России и мире: диалог, веротерпимость и конструирование идентичности. Сборник научных докладов. Сер. «„Свеча — 2020“» Под редакцией профессора Е. И. Аринина. — Владимир, 2020. — С. 302—310.
- Версии о местонахождении Ковчега Ноя в религиозной и научной литературе // Наследие христианской церкви: богословие, история, культура : Материалы III Международной научно-богословской конференции, Владимир, 20-21 мая 2021 года. Вып. 3 (3). — Владимир: Издательско-полиграфическая компания «Транзит-ИКС», 2022. — С. 39-45.
- Начальный этап возрождения Владимирской Свято-Феофановской духовной семинарии // Наследие христианской церкви: богословие, история, культура. Материалы V всероссийской научно-богословской конференции, посвященной 25-летию возрождения Владимирской духовной семинарии (16-17 марта 2023 года, г. Владимир). — Владимир: «Транзит-ИКС», 2023. — Вып. 5 (5) 2023. — С. 15-19.